# جون إيديغوشي
جون إيديغوشي (باليابانية: 井手口 純) (14 مايو 1979 في توشيما في اليابان – )؛ هو لاعب كرة قدم ياباني سابق كان يلعب كمدافع.

## وصلات خارجية
- جون إيديغوشي على موقع الاتحاد الدولي (مؤرشف)  (الإنجليزية)
- جون إيديغوشي على موقع رابطة كرة القدم اليابانية للمحترفين (اليابانية)
- جون إيديغوشي على موقع عالم كرة القدم.نت (الإنجليزية)